# Los Testigos
Los Testigos (span. Archipiélago los Testigos) ist eine Inselgruppe im Karibischen Meer, etwa 400 km nördlich von Caracas, der Hauptstadt von Venezuela, sowie rund 80 km nordöstlich der Isla Margarita gelegen. Geographisch gehören die Inseln zu den Inseln unter dem Winde, administrativ zu den venezolanischen Dependencias Federales (Bundesterritorien), welche dem venezolanischen Innenministerium unterstellt sind.
Die Inselgruppe besteht aus sechs Inseln sowie zahlreichen winzigen Felseilanden. Zu Los Testigos gehören folgende Inseln: 
- Isla Testigo Grande, die Hauptinsel
- Isla Conejo, östlich der Hauptinsel
- Isla Iguana, südlich der Hauptinsel
- Peñón de Fuera, nördlichster Felsen
- Isla Morro Blanco, südlich der Hauptinsel
- Isla Noreste, nordöstlich der Hauptinsel
- Isla Rajada, östlich der Hauptinsel
- El Chivo, Felsen

Die Inseln weisen zusammen eine Landfläche von 649,5 Hektar auf. Die Bevölkerung beträgt 172 Einwohner (Stand der Volkszählung vom 30. Oktober 2011), Sie wohnt überwiegend auf der Isla Iguana und ihr Haupterwerbszweige sind Fischerei und Tourismus.
Ebenfalls auf Isla Iguana betreibt die venezolanische Marine zudem eine kleine Nebenstation (La Estación Secundaria de Guardacostas "Los Testigos"), die der Hauptstation Carúpano nachgeordnet ist.
Auf der gleichen Insel wurde 2010 eine Funkstation der Movilnet errichtet, die mit alternativen Energiequellen betrieben wird.
Die Insel Testigo Grande wird zuweilen von Kreuzfahrtschiffen angelaufen.